# Release (album des Pet Shop Boys)
 (juillet 2013).
Si vous disposez d'ouvrages ou d'articles de référence ou si vous connaissez des sites web de qualité traitant du thème abordé ici, merci de compléter l'article en donnant les références utiles à sa vérifiabilité et en les liant à la section « Notes et références ».
Pour les articles homonymes, voir Release.
Albums de Pet Shop Boys
Nightlife
(1999) Disco 3
(2003)
Release est un album des Pet Shop Boys édité le 1er avril 2002 et vendu à plus de 800 000 exemplaires dans le monde[réf. nécessaire]. Cet album inclut les hits Home and Dry, I Get Along et London.
Il est composé de 10 titres et est disponible avec 6 visuels différents. L'édition limitée en France comprend 12 titres répartis sur 2 CD. Les éditions limitées aux États-Unis, à Hong Kong et en Thaïlande comprennent 18 titres et une vidéo sur deux CD.

## Pistes
| No  | Titre                    | Auteur                               | Durée |
| --- | ------------------------ | ------------------------------------ | ----- |
| 1.  | Home and Dry             | Neil Tennant/Chris Lowe              | 4:21  |
| 2.  | I Get Along              | Neil Tennant/Chris Lowe              | 5:50  |
| 3.  | Birthday Boy             | Neil Tennant/Chris Lowe              | 6:27  |
| 4.  | London                   | Neil Tennant/Chris Lowe/Chris Zippel | 3:47  |
| 5.  | E-mail                   | Neil Tennant/Chris Lowe              | 3:55  |
| 6.  | The Samurai in Autumn    | Neil Tennant/Chris Lowe              | 4:18  |
| 7.  | Love Is a Catastrophe    | Neil Tennant/Chris Lowe              | 4:50  |
| 8.  | Here                     | Neil Tennant/Chris Lowe              | 3:16  |
| 9.  | The Night I Fell in Love | Neil Tennant/Chris Lowe              | 5:04  |
| 10. | You Choose               | Neil Tennant/Chris Lowe              | 3:11  |

### CD Bonus édition française
| No | Titre                                                | Auteur                  | Durée |
| -- | ---------------------------------------------------- | ----------------------- | ----- |
| 1. | Closer to Heaven (Slow Version)                      | Neil Tennant/Chris Lowe | 6:30  |
| 2. | Break for Love (UK Radio Edit) (avec Peter Rauhofer) | Vaughan Mason           | 3:29  |

### CD Bonus Édition USA / Thaïlande / Hong Kong
| No | Titre                                             | Auteur                  | Durée |
| -- | ------------------------------------------------- | ----------------------- | ----- |
| 1. | Home and Dry (Ambient mix)                        | Neil Tennant/Chris Lowe | 5:29  |
| 2. | Sexy Northerner                                   | Neil Tennant/Chris Lowe | 3:40  |
| 3. | Always                                            | Neil Tennant/Chris Lowe | 5:06  |
| 4. | Closer to Heaven (Slow version)                   | Neil Tennant/Chris Lowe | 6:30  |
| 5. | Nightlife                                         | Neil Tennant/Chris Lowe | 3:56  |
| 6. | Friendly Fire (Studio version)                    | Neil Tennant/Chris Lowe | 3:26  |
| 7. | Break 4 Love (UK Radio Mix) (avec Peter Rauhofer) | Vaughan Mason           | 3:29  |
| 8. | Home and Dry (Blank & Jones Mix)                  | Neil Tennant/Chris Lowe | 6:38  |
| 9. | Home and Dry (Vidéoclip)                          | Neil Tennant/Chris Lowe | 4:00  |